# Breviarium van Oderisius
Het Breviarium van Oderisius ook bekend als het Gebedenboek van de abdij van Monte-Cassino is een van de oudste breviaria die bewaard zijn gebleven. Het werd gemaakt tussen 1099 en 1105 tijdens het abbatiaat van Oderisius van de Abdij van Monte Cassino. Het wordt nu bewaard in de Bibliothèque Mazarine, als Ms 364.

## Beschrijving
Er is nogal wat discussie geweest over de aard van het handschrift. Sommigen noemen het een gebedenboek, voor anderen is het een psalter met een aantal toevoegingen, nog anderen noemen het een breviarium. Naast de “kronieken” vooraan bevat het handschrift na de psalmen een aantal belangrijke onderdelen van een brevier zoals een heiligenkalender, een hymnarium, een collectarium, het gemeenschappelijke en eigene der heiligen, het tijdeigen en dergelijke. Hieruit besloot men het handschrift als breviarium te beschouwen.

## Codicologische beschrijving
Het handschrift bestaat uit 332 perkamenten folia van 207 x 134 mm. De teksten van de gebeden zijn geschreven in het Latijn in een Beneventaans schrift, in één kolom met een variërend aantal lijnen. Andere secties zoals de kalender en de kronieken zijn geschreven in tabelvorm. Sommige teksten zoals de litanie van alle heiligen zijn geschreven in twee kolommen.

## Geschiedenis
Het is mogelijk dat het handschrift gemaakt werd in opdracht van abt Oderisius, maar dat is niet zeker. Op f137r is zijn naam in gekleurde kapitalen geschreven, een eer die buiten hem alleen aan Sint Benedictus werd besteed. Op basis van de lijsten van Pausen en abten die eindigen op respectievelijk paus Paschalis II en Oderisius en waarvan de dood niet werd vermeld kan men een terminus ante quem vastleggen op 1105. Paschalis werd paus gekroond in 1099, wat een terminus post quem geeft.  In de 15e eeuw was het breviarium in het bezit van kardinaal Domenico Grimani (1461-1523). Die schonk zijn bibliotheek aan het klooster van San Antonio di Castello in Venetië. Daarna werd het samen met een reeks andere werken door André Hurault de Maisse (1539-1607) de Franse ambassadeur in Venetië, mee naar Frankrijk gebracht. Het ging bij diens overlijden over naar zijn schoonzoon Théodore de Berziau (1586-1623), die het naliet aan zijn zoon André de Berziau (1620-1696). Deze laatste schonk zijn bibliotheek aan het “Oratoire de France”. Na de Franse Revolutie kwam het op het einde van de 18e eeuw terecht in de Bibliothèque Mazarine door toedoen van Gaspard Michel (l’abbé Leblond),  die de andere bibliotheken plunderde ten voordele van zijn Mazarine.

## Inhoud
- f. 1r – Universele kroniek: 
lijst van de keizers van Rome en Byzantium tot Alexios I Komnenos (1081-1118)
lijst van de pausen tot paus Paschalis II (1099-1118)
- f. 7v – Kroniek van Monte Cassino van 1000 tot 1097
- f. 9r – Kalender naar het gebruik van Monte Cassino
- f. 15r – Berekeningsregels en eeuwigdurende zonne- en maankalenders
- f. 19r – Titelbladzijde met een miniatuur van de presentatie in de tempel
- f. 19v – Gebeden
- f. 26v – Richtlijn voor het ontvangen van de communie (Ordo ad recipiendum corpus Domini)
- f. 28v – Halfbladminiatuur met het “Noli me tangere” (verrijzenis)
- f. 29r – Volbladminiatuur met de hemelvaart
- f. 29v – Volbladminiatuur met de nederdaling van de Heilige Geest
- f. 30r – Gebeden tot de Heilige Maagd en tot Christus
- f. 32r – Exaltetur
- f. 34r – Psalmen 1-150
- f. 120r – Kantieken uit de Bijbel, Apostolische geloofsbelijdenis, Geloofsbelijdenis van Athanasius, litanieën en diverse gebeden
- f. 140r – Eigene der heiligen (Proprium Sanctorum), tijdeigen (proprium de tempore), hymnes, kantieken en diverse gebeden
- f. 232v – Richtlijn voor werkende monniken
- f. 240r – Rituelen voor de laatste sacramenten, gebeden voor de stervenden en dodenofficie
- f. 257r – Diverse gebeden en officie van de zuivering van de Heilige Maagd
- f. 261v – Richtlijn voor de viering van Palmzondag
- f. 265r – Lezingen voor verschillende feestdagen van het jaar
- f. 270r – Diverse gebeden
- f. 272r – Gemeenschappelijke der heiligen (Commune Sanctorum)
- f. 289r – Breviarium sive ordo officiorum per totam anni decursionem
- f. 321r – Epistel van Paulus aan de Romeinen
- f. 330r – Brief van Paulus aan Titus en eerste epistel van Johannes tot III, 17

## Verluchting
In de “universele kroniek”, in tabelformaat, wordt de buitenmarge gevormd door een gouden strip waarop de hoofdletters zijn geschreven.  De kalenderbladzijden, een per maand, worden opgesmukt met een grote “KL” van negen regels hoog en de eerste letter van de heiligennaam of van de feestdag is een hoofdletter gekleurd in de achtergrond. Verder is er geen versiering in de kalender. In de berekeningstabellen wordt hier en daar goud gebruikt als achtergrond voor de hoofdletters. De laatste tabel op f18r is geschreven in een structuur met gouden bogen.
In de overige tekst werden grote (vijf of meer regels hoog) versierde initialen gebruikt om het begin van belangrijke secties aan te duiden.  Ze zijn uitgevoerd in het goud en de achtergrond wordt ingekleurd met een vrij donkere tint die opgelicht wordt met lichte stippen, wat een soort mozaïek effect geeft.
Op de ff.19r-25r vinden we tien opeenvolgende taferelen uit het leven van Christus.
 
(a: halfblad boven, b: halfblad onder, v: volblad)
- g19r a: Presentatie in de tempel
- f23v b: Laatste avondmaal
- f24r a: Voetwassing
- f24r b: Judaskus
- f24v v: Kruisiging
- f25r a: De heilige vrouwen bij het graf
- f25r b: Nederdaling ter helle
- f28v b: Noli me tangere (verrijzenis)
- f29r v: Hemelvaart
- f29v v: Pinksteren

De miniaturen zijn in Byzantijnse stijl, wat niet verwonderlijk is gezien Oderisius Byzantijnse kunstenaars had uitgenodigd om in Monte Cassino te werken. Maar de iconografie van deze miniaturen is wel niet volledig Byzantijns, maar is gebaseerd op de iconografie die in zwang was in Campanië en die weliswaar terugging op de Byzantijnse iconografie, maar hier en daar was aangepast aan de westerse interpretatie van de afgebeelde scènes. Soms ging het maar over details maar hier en daar werden ter illustratie van een evenement andere Bijbelse passages als basis gebruikt dan in de Byzantijnse traditie. De miniaturen in het manuscript zijn verwant aan de fresco’s in de Sant'Angelo in Formis in Capua. De miniaturen tonen ook Ottoonse invloeden, maar het onderscheid is moeilijk te maken gezien de Ottoonse kunst ook sterk beïnvloed was door de Byzantijnse. Het is alleszins duidelijk dat de miniaturist beroep deed op verschillende modellen.
De gebeden tot de Maagd die hier op volgen worden ingeleid met een bladgrote versierde hoofdletter “B”. De letter wordt gevormd met een reeks compartimenten die goud omrand zijn met ranken of andere motieven binnenin afgewisseld met compartimenten met een gekleurde rand en een gouden binnenvlak. De binnenzijde van de letter heeft een gouden achtergrond en is gevuld met ranken. Tussen de ranken zijn speelse windhonden geschilderd (zie bv. f32r. De letters blijven ondanks de uitbundige versiering duidelijk leesbaar dankzij het geraamte van aaneensluitende compartimentjes, dat de letter vorm geeft.
Het Exaltetur begint met een bladgrote initiaal “E” en de psalmen beginnen met een bladgrote “B”. Het begin van de meeste psalmen wordt versierd met een Gouden initiaal van vijf of meer regels hoog. De psalmen 20 (Domine in virtute), 32 (Exultate iusti), 41 (Sicut cervus), 45 (Deus noster refugium), 50 (Miserere mei Deus), 59 (Deus reppulisti nos), 72 (Quam bonus Israel Deus), 73 (Vt quid Deus),  85 (Inclina Domine aurem tuam), 89 [Domine refugium), 101 (Domine exaudi orationem], 104 (Confitemini Domino), 109 (Dixit Dominus Domino), 118 Aleph. (Beati immaculati), 119 (Ad Dominum cum tribularer), 137 (Confitebor), worden aangekondigd met een initiaal van een halve bladzijde.
Ook de sectie met het eigene der heiligen en het tijdeigen begint met een bladgrote initiaal “P”. De gebeden en secties die erop volgen worden hier en daar nog geopend met een halfblad initiaal, maar later gaat het over op uitbundig versierde gouden initialen van 10 lijnen hoog voor de belangrijke secties. Zoals bij de psalmen worden de versierde initialen van 5 lijnen hoog voor het inleiden van individuele gebeden nog veelvuldig gebruikt. 
Vanaf f185r beperkt de versiering zich grotendeels tot hoofdletters van 2 regels hoog op een gouden achtergrond bij het begin van een zin of gebed en vanaf f289r is er geen verluchting meer tenzij hier en daar een in de achtergrond gekleurde hoofdletter in of vooraan de tekst.

## Andere handschriften
Het handschrift heeft twee zusterhandschriften namelijk het Psalterium longobardum Vat. Urb. 585 en het Psalterium beneventanum Vat. Lat. 4928, die vrij gelijkaardig zijn qua inhoud maar eveneens in de initialen die gebruikt werden voor de versiering. Het Breviarium van Oderisius is binnen die groep het rijkst en meest gevarieerd versierde.

## Web links
- Livre de prières de l'abbaye du Mont-Cassin, online facsimile

Belleville-breviarium · Breviarium-Grimani · Breviarium van Beatrijs van Assendelft · Breviarium van Isabella van Castilië · Breviarium Mayer van den Bergh · Breviarium van Margaretha van York · Breviarium van Matthias Corvinus · Breviarium van Oderisius